# Infest the Rats' Nest
Infest the Rats' Nest petnaesti je studijski album australskog rock-sastava King Gizzard & the Lizard Wizard. Diskografske kuće Flightless i ATO Records objavile su ga 16. kolovoza 2019. Pjesme na uratku žanrovski pripadaju heavy metalu i thrash metalu, glazbenim stilovima kojima se skupina na prijašnjim albumima posvetila samo nakratko. Pjesme govore o učincima globalnog zatopljenja, uništenju okoliša i naseljavanju drugih planeta. Zadnji je studijski album u čijem je snimanju sudjelovao Eric Moore, koji je napustio grupu godinu dana poslije.
Dobio je pozitivne kritike, a recenzenti su pohvalili izvedbe i teme tekstova. Na dodjeli nagrada ARIA Music Awards bio je nominiran za nagradu u kategoriji „Najbolji hard rock ili heavy metal-album”, no tu je nagradu naposljetku osvojio sastav Northlane za album Alien.

## O albumu
„Planet B”, prvi singl s albuma, bez prethodne je najave s glazbenim spotom objavljen 8. travnja 2019., nekoliko tjedana prije objave četrnaestog studijskog albuma skupine Fishing for Fishies. Budući da se taj singl nije pojavio na popisu pjesama za Fishing for Fishies i s obzirom na to da se stilski razlikovao od ostalih pjesama na tom albumu, pojavila su se govorkanja da će skupina 2019. objaviti još jedan album.
Dana 30. travnja članovi skupine potvrdili su da rade na idućem albumu i da će se na njemu pojaviti „Planet B”, ali su izjavili i da nisu odlučili hoće li ga objaviti te godine. U početku se mislilo da će naslov albuma biti Auto-Cremate jer je to bio naziv profila kojim se sastav služio za odgovaranje na pitanja na Redditu, no naknadno je potvrđeno da je naslov zapravo Infest the Rats' Nest.
Grupa je 29. svibnja objavila drugi singl „Self-Immolate” i njegov glazbeni spot. Dana 18. lipnja u objavi na društvenim mrežama potvrdila je naslov albuma, a tri dana poslije službeno je najavila album i izjavila da će biti objavljen 16. kolovoza. Skupina je 25. lipnja objavila treći singl „Organ Farmer” i njegov popratni glazbeni spot, u kojem su se pojavili i njezini obožavatelji.

## Rad na pjesmama i snimanje
Pjesme za Infest the Rats' Nest uglavnom su skladala i snimila tri člana (Stu Mackenzie, Joey Walker i Michael Cavanagh) iz tadašnje sedmeročlane postave skupine, a nastale su pod utjecajem heavy metala, odnosno sastav je spojio za svoju glazbu tipične stilove garage rocka i psihodeličnog rocka s thrash metalom. Na uratku je uvelike prisutna tehnika sviranja bas-bubnja s pomoću dvaju batića, na što je utjecao heavy metal-sastav Motörhead. Mackenzie je izjavio da su na žešći stil albuma utjecale skupine kao što su Metallica, Slayer, Exodus, Overkill, Sodom, Rammstein i Kreator. Mackenzie je za žešći stil pjesama nabavio gitaru marke Gibson Explorer i svirao ju je na svakoj pjesmi na albumu.
Stu Mackenzie izjavio je da se prva polovica albuma odnosi na trenutačne probleme, pogotovo na ekološku katastrofu i globalno zatopljenje, i da je mjesto radnje pjesama bliska budućnost, a da druga polovica albuma govori o grupi pobunjenika koji, nakon što ih istjeraju sa Zemlje, pokušavaju kolonizirati Veneru.

## Popis pjesama
| 1.    | »Planet B«          | Stu Mackenzie                            | 3:56 |
| 2.    | »Mars for the Rich« | Mackenzie, Joey Walker, Michael Cavanagh | 4:11 |
| 3.    | »Organ Farmer«      | Mackenzie, Walker, Cavanagh              | 2:39 |
| 4.    | »Superbug«          | Mackenzie                                | 6:43 |
| 5.    | »Venusian 1«        | Mackenzie                                | 3:20 |
| 6.    | »Perihelion«        | Mackenzie, Walker, Cavanagh              | 3:11 |
| 7.    | »Venusian 2«        | Mackenzie, Walker, Cavanagh              | 2:44 |
| 8.    | »Self-Immolate«     | Mackenzie, Walker, Cavanagh              | 4:28 |
| 9.    | »Hell«              | Mackenzie, Walker, Cavanagh              | 3:38 |
| 34:50 |                     |                                          |      |

## Recenzije
| Zbirne ocjene   | Zbirne ocjene |
| Izvor           | Ocjena        |
| --------------- | ------------- |
| AnyDecentMusic? | 7/10          |
| Metacritic      | 77/100        |
| Recenzije       |               |
| Izvor           | Ocjena        |
| AllMusic        | [ 21 ]        |
| Clash           | 7/10          |
| Classic Rock    | [ 23 ]        |
| Exclaim!        | 8/10          |
| NME             | [ 25 ]        |
| Pitchfork       | 6,7/10        |
| PopMatters      | 8/10          |
| Under the Radar | [ 28 ]        |

Infest the Rats' Nest dobio je pozitivne kritike. Na Metacriticu, sajtu koji prikuplja ocjene recenzenata raznih publikacija i na temelju njih uratku daje prosječnu ocjenu od 0 do 100, uradak je na temelju 14 recenzija osvojio 77 bodova od njih 100, što označava „uglavnom pozitivne kritike”. U recenziji za AllMusic Tim Sendra dao mu je četiri i pol zvjezdice od njih pet i zaključio je: „King Gizzard ne uljepšava ništa ni glazbeno ni tematski. Zato je to njegov album koji se najviše bavi politikom i koji stiže u pravo doba. Također je jedan od njegovih glazbeno najzanosnijih i najimpresivnijih, a to govori mnogo.” Stuart Berman dao mu je 6,7 bodova od njih 10 u recenziji za Pitchfork i pohvalio ga je kao „najsažetiji i najusredotočeniji uradak [sastava] do danas”; pohvalio je i teme pjesama i heavy metal-izvedbe, ali je dodao da mu nedostaju „i neočekivani preokreti njegovih najvećih rokerskih stvari i podmukle melodije njegovih pop-uradaka”. William Ruben Helms pohvalio je mračnu tematiku pjesama i njihovu izvedbu u recenziji za Consequence te je zaključio: „[I]ako se čini da je riječ o manjoj omašci u usporedbi s ostatkom diskografije, [na uratku] skupina stvara snažne i bijesne pjesme koje su spremne za mosh pit, ali su i politički i društveno relevantne.”

## Zasluge
| King Gizzard & the Lizard Wizard - Stu Mackenzie – vokali; gitara; bas-gitara (na 6., 8. i 9. pjesmi); snimanje, miksanje, produkcija - Joey Walker – bas-gitara (osim na 6. i 9. pjesmi); prateći vokali (osim na 1., 2. i 4. pjesmi); gitara (na 6. i 9. pjesmi) - Michael Cavanagh – bubnjevi; prateći vokali (od 7. do 9. pjesme) - Cook Craig – gitara (na 2., 4., 5., 6. i 9. pjesmi); prateći vokali (od 5. do 9. pjesme) - Ambrose Kenny-Smith – usna harmonika (na 2., 6. i 9. pjesmi); prateći vokali (od 4. do 9. pjesme) - Eric Moore – prateći vokali (na 8. i 9. pjesmi) |  | Ostalo osoblje - Michael Badger – snimanje - Joseph Carra – mastering - Jason Galea – umjetnički direktor, dizajn, skulptura - John Angus Stewart – fotografija - Michéle Iannello – fotografija |

## Ljestvice
| Ljestvica (2019.)                           | Najviša pozicija |
| ------------------------------------------- | ---------------- |
| Australija                                  | 2.               |
| Belgija (Flandrija)                         | 85.              |
| Belgija (Valonija)                          | 66.              |
| Kanada                                      | 51.              |
| Njemačka                                    | 69.              |
| SAD (Billboard 200)                         | 64.              |
| SAD (Independent Albums)                    | 3.               |
| SAD (Top Alternative Albums)                | 5.               |
| SAD (Top Rock Albums)                       | 8.               |
| Škotska                                     | 35.              |
| Ujedinjeno Kraljevstvo (Independent Albums) | 7.               |